# ترافيس بيتمان
ترافيس بيتمان (بالإنجليزية: Travis Pittman)‏ هو لاعب كرة قدم أمريكي في مركز الوسط، ولد في 22 مارس 1991 في ماناساس في الولايات المتحدة. لعب مع ريتشموند كيكرز.